# (13515) 1990 SG12
(13515) 1990 SG12 là một tiểu hành tinh vành đai chính. Nó được phát hiện bởi Henry E. Holt ở Đài thiên văn Palomar ở Quận San Diego, California, ngày 19 tháng 9 năm 1990.